# Abbazia di Heggbach

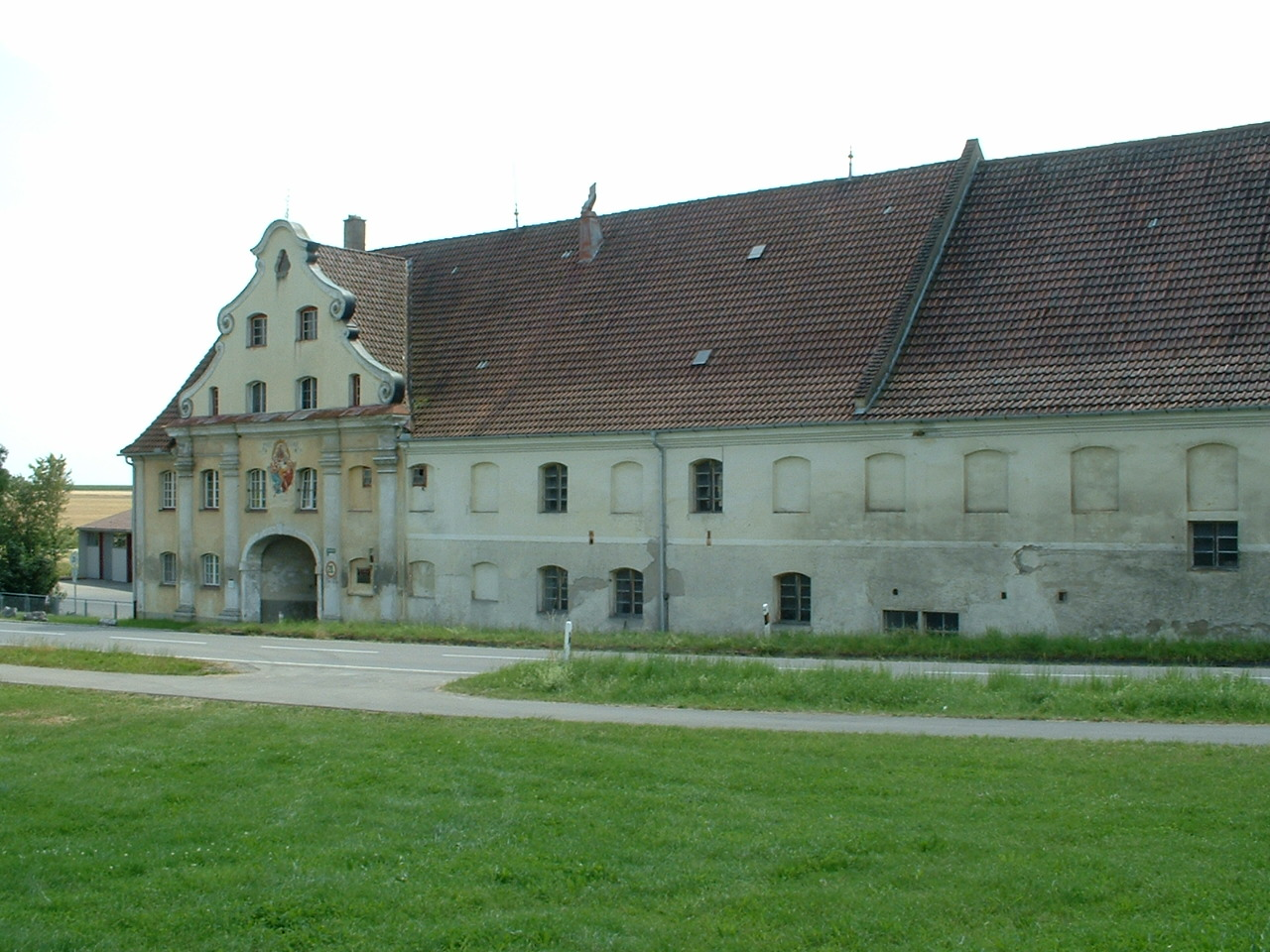
Abbazia di Heggbach: l'entrata principale

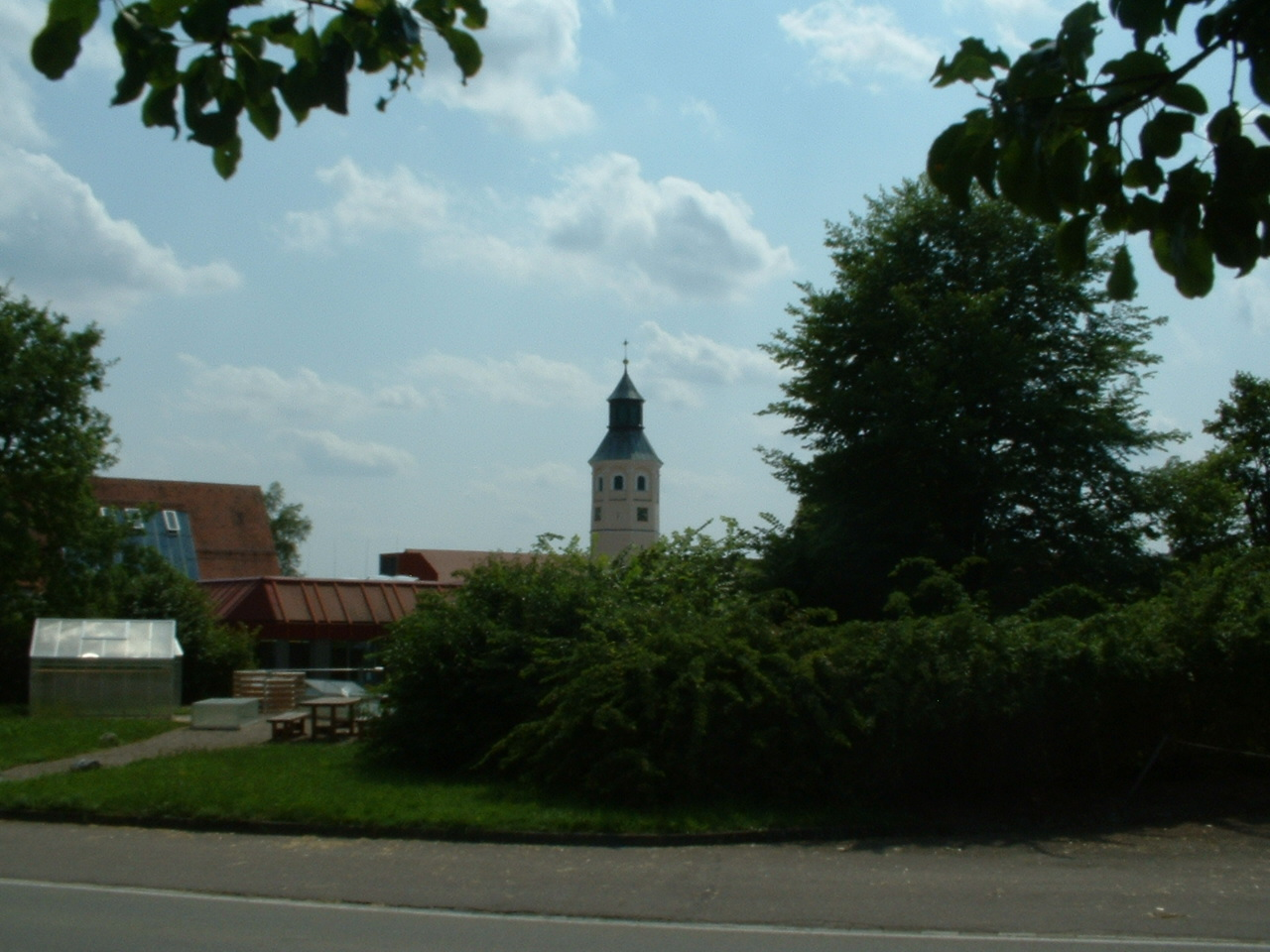
Abbazia di Heggbach: veduta del campanile della chiesa abbaziale

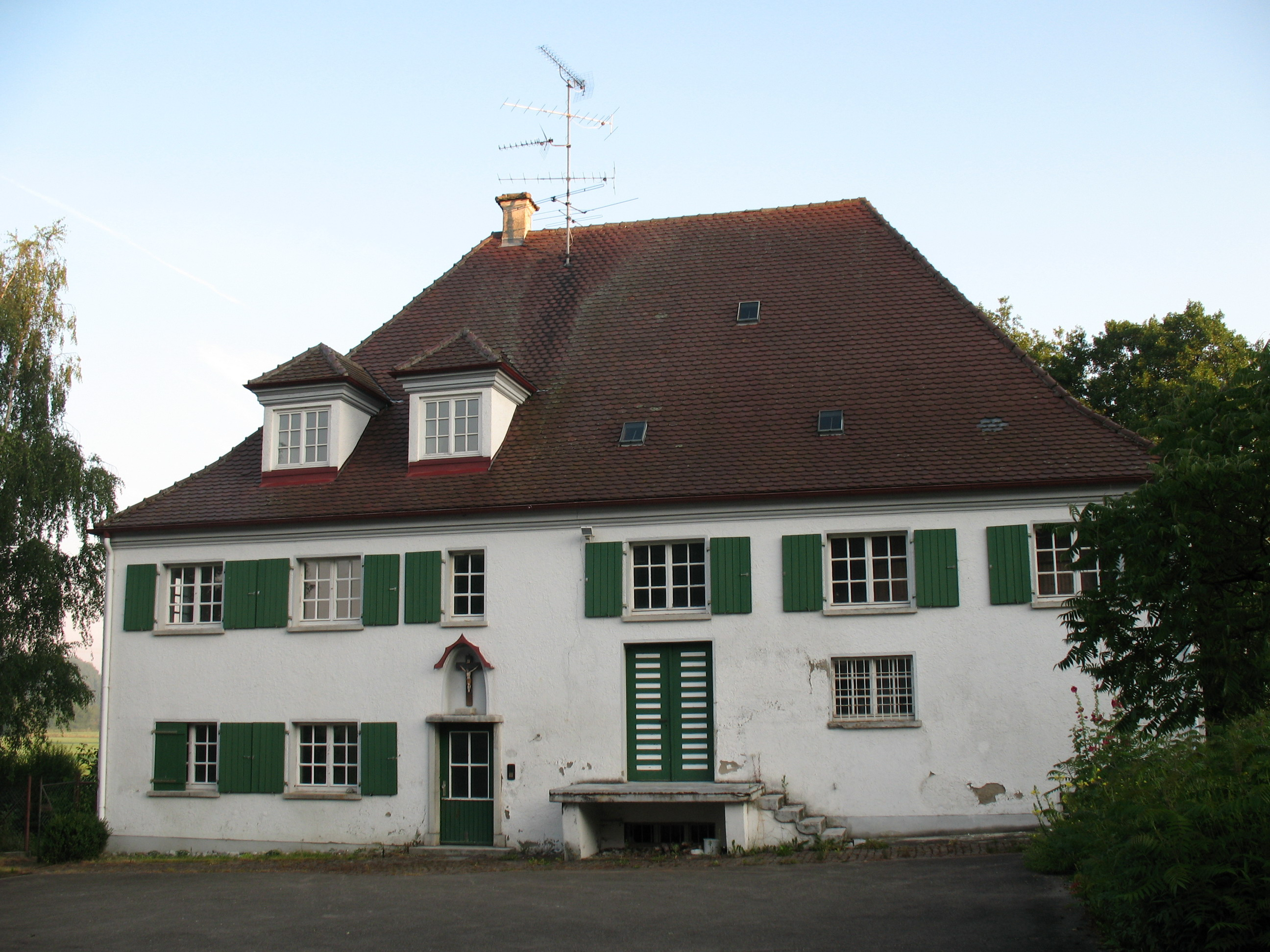
Abbazia di Heggbach: il mulino

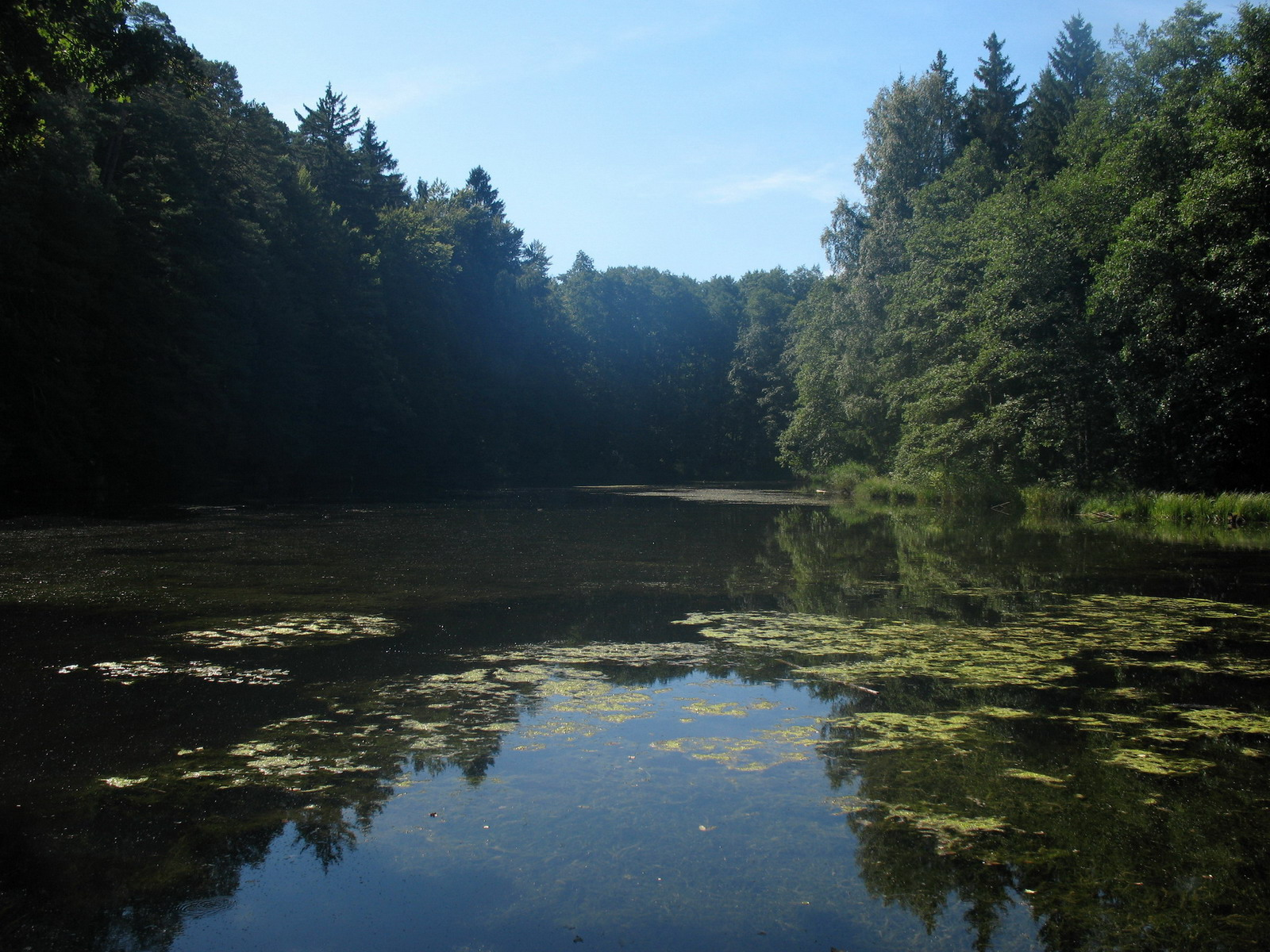
Abbazia di Heggbach: lo stagno

L'abbazia di Heggbach (Kloster o Reichsabtei Heggbach in lingua tedesca) fu un monastero femminile cistercense con sede a Heggbach, oggi parte del comune di Maselheim nel distretto di Biberach, nell'attuale stato del Baden-Württemberg, in Germania.

## Storia
Nel 1231 Beguines della vicina città di Maselheim fondò un convento col nome di Hecchibach, vicino ad una chiesa dedicata a san Pancrazio, la quale era di proprietà dei conti di Berg. Questa chiesa era inoltre sottoposta all'autorità spirituale dell'abbazia di Salem e l'anno successivo anche il piccolo convento entrò nell'orbita amministrativa di Salem. Tra il 1233 ed il 1244  Hekebach venne incorporata nell'ordine cistercense e ricevette un documento, datato 26 giugno 1248, che la confermava abbazia indipendente.
Le badesse e le monache dell'abbazia di Heggbach provenivano soprattutto da famiglie contadine o mercantili delle città o dei villaggi vicini anche se con l'andare del tempo iniziarono a provenire monache anche da molto più lontano, inglobando anche alcuni elementi della bassa nobiltà.
La struttura principale del monastero venne completata sotto la reggenza della badessa Halwig Wachsgäb (1312-1322) e tracce di questa antica struttura si sono ritrovate durante i restauri del 1980.
Le proprietà dell'abbazia pervennero in prevalenza per donazioni e acquisizioni fatte nel corso degli anni di vita della struttura religiosa. La proprietà si allargò ulteriormente con l'acquisizione del mulino ad acqua di Maselheim del 1245 e presto un gran numero di aziende agricole presero sede entro i territori dell'abbazia. Nel 1267 Heggbach ricevette il patronato anche della chiesa di Maselheim come parte di un lascito testamentario e nel 1293 ricevette (seppur temporaneamente) la sovranità sul villaggio di Ringschnait.
Le monache, che in un primo momento avevano vissuto in una costruzione presso la chiesa di San Pancrazio, si spostarono nelle nuove strutture conventuali erette, attendendo alle cerimonie liturgiche nella piccola chiesa abbaziale. Questa chiesa venne ridisegnata completamente all'inizio del XIV secolo e dedicata alla Madonna ed a san Giorgio. I signori di Freyberg ebbero quindi il patronato dell'abbazia dal momento che di fatto ne finanziavano l'operato e nel 1493 ricevettero il diritto di utilizzare il coro della chiesa come luogo di sepoltura per i defunti membri della loro famiglia.
Due dei tre coeredi della signoria di Achstetten, Eberhard e Hans von Freyberg, vendettero i loro diritti di patronato sopra Burgrieden all'abbazia di Heggbach Abbey nel 1420. I loro discendenti, inoltre, disposero che la cappellania di Mietingen fosse venduta all'abbazia nel 1460. L'abbazia di Heggbach inoltre si guadagnò il diritto di amministrare la bassa giustizia dal 1429 su Sulmingen e dal 1491 a Baustetten. A Mietingen l'abbazia acquistò anche i diritti per amministrare l'alta e la bassa giustizia nel 1442.
Nel 1429 all'abbazia venne concesso il titolo di abbazia imperiale e dal 1500 entrò a far parte del circolo svevo al Reichstag.
La badessa Elisabeth Kröl (1454-1480) riformò il monastero nel 1467 e nello stesso anno fece costruire un nuovo altare, dedicato sempre alla Madonna. Durante il governo del suo successore, Agnes Sauter (1480-1509), vennero aggiunti altri altari alla chiesa abbaziale e la casa capitolare ricevette il possesso di una cappella oltre ad un allargamento della struttura. Altre modifiche sulla struttura si ebbero sotto la badessa Margaretha Hautmann (1532-1539).
Il protettorato dell'abbazia, passò quindi dal Sacro Romano Impero alla libera città di Biberach nel 1481.
Durante la guerra dei contadini tedeschi, l'abbazia venne saccheggiata il 27 marzo 1525 dai contadini in rivolta di Baltringen (Baltringer Haufe) i quali si lamentavano per le eccessive tasse, problematica di cui più volte si erano lamentati con la badessa. Furono i contadini, inoltre, ad imporre una croce rossa sul portale principale dell'abbazia, a sottolineare la loro presa di posizione sullo strapotere ecclesiastico del tempo e la loro vittoria nell'area.
Nel 1529, durante la prima fase della riforma protestante, i cittadini di Biberach tentarono di convertire il monastero in un centro religioso luterano, ma senza riuscirci dal momento che la badessa Walburga Bitterler si rifiutò di accettare il compromesso.
Nuovamente l'abbazia subì saccheggi e ruberie durante la disastrosa guerra dei trent'anni, in particolare durante le incursioni svedesi e francesi tra il 1632 ed il 1647.
Giunti al Settecento, l'abbazia riprese il vigore perduto e i suoi interni vennero decorati interamente in stile barocco e rococò durante il governo delle badesse Maria Caecilia Constantia Schmid (1712-1742) e Maria Aleydis Zech (1742-1773), anni in cui venne costruito anche un nuovo ingresso.
All'inizio del XVIII secolo, il territorio dell'abbazia di Heggbach comprendeva la sovranità su due terzi dei villaggi di Baltringen, Baustetten, Maselheim, Mietingen and Sulmingen, oltre ad alcuni possedimenti a Laupheim, per una popolazione totale di 1.718 persone.

## Dissoluzione
Durante la mediatizzazione del 1803, l'abbazia di Heggbach passò al Conte Waldbott von Bassenheim, e dal 1806 venne ceduta al Regno del Württemberg, il quale concesse alle monache presenti nel monastero di rimanervi e di continuare a percepire un loro stipendio, ma non vennero ammesse all'ingresso nel monastero nuove monache. L'ultima badessa, Maria Anne Vogel, morì nel 1825.
Nel 1875 la proprietà venne acquistata dal principe di Waldburg-Wolfegg che, nel 1884, la lasciò alle clarisse del convento di Reute. Qui le sorelle francescane stabilirono un'istituzione per la cura di disabili mentali e fisici che raggiunse un totale di 255 pazienti, costruendo anche altre strutture oltre a quelle antiche che permangono tuttora.